# Professeur Layton et le Destin perdu
Pour les articles homonymes, voir Professeur.
Professeur Layton et le Destin perdu (レイトン教授と最後の時間旅行, Layton-kyōju to Saigo no Jikan Ryokō, littéralement Professeur Layton et le Dernier Voyage dans le temps) est un jeu vidéo d'aventure et de réflexion du type point and click développé par Level-5. Il est le troisième volet de la première trilogie de la série des jeux Professeur Layton. Comme les deux épisodes précédents, ce jeu est fondé sur une série de puzzles, de casse-têtes et d'énigmes que le joueur devra résoudre pour progresser.

## Histoire
Les évènements de ce jeu se déroulent un an après Professeur Layton et la Boîte de Pandore.
Le Professeur Layton et Luke, reçoivent une lettre leur demandant de l'aide envoyée par... Luke, 10 ans dans le futur. Le professeur - croyant à une farce de son jeune assistant - n'y accordera pas d'importance mais part enquêter une semaine plus tard après la disparition de Bill Hawks, le premier ministre de Londres, dans l'explosion d'une hypothétique machine à remonter le temps. La lettre lui disant de se rendre à une horlogerie, l'horlogerie de Midland Road, Layton et Luke découvriront une horloge qui les propulsera 10 ans dans le futur. Retrouvez un Luke adulte mais aussi Flora, l'inspecteur Chelmey et Don Paolo dans 165 nouvelles énigmes et casse-têtes où l'adversaire de Hershel Layton sera Hershel Layton lui-même, son futur puis son passé.
Prologue : Le magasin d'horlogerie de Midland Road
Le professeur Layton et son apprenti Luke sont assis dans un bus et discutent d'une lettre que Layton a reçue récemment. Apparemment, elle provient du futur Luke Triton. Elle dit :
« Professeur,
"J'espère que cette lettre arrivera à vous parvenir. Je suis dans une situation difficile. Voyez-vous, le Londres que nous connaissons et aimons a été plongé dans un chaos absolu. Pour compliquer les choses, la calamité dont je parle n'a pas lieu à votre époque. C'est peut-être difficile à croire, mais je vous écris dix ans plus tard. Je sais que cela fait beaucoup à assimiler, mais je vous expliquerai tout bientôt. Pour l'instant, je vous demande de vous rendre au magasin d'horlogerie situé sur Midland Road à Baldwin. J'ai hâte de vous revoir.
Le professeur Layton semble croire que cela est lié à un événement qui s'est produit la semaine précédente. L'événement en question est la présentation d'une machine à remonter le temps par le scientifique Dr Alain Stahngun. Stahngun convainc le Premier ministre Bill Hawks de participer à la démonstration. Bill Hawks prononce un discours sur le voyage dans le temps, puis monte dans la machine à voyager dans le temps qui, après avoir démarré, explose. Tous les scientifiques impliqués, Stahngun lui-même et Hawks disparaissent sans laisser de traces. Le professeur Layton et Luke se rendent dans un magasin d'horlogerie sur Midland Road, comme le leur indique la lettre qu'ils ont reçue. Lorsqu'ils se rendent dans l'arrière-boutique du magasin, ils découvrent une énorme horloge. Cogg, le propriétaire du magasin, active alors l'horloge, ce qui fait trembler le sol pour une raison inconnue. Lorsque le professeur et Luke courent
Layton entrant dans le magasin d'horlogerie.
Ils n'en croient pas leurs yeux.
Chapitre 1 : Sommes-nous dans le futur ?
Comme la porte du magasin d'horlogerie est maintenant fermée, ils décident d'explorer la ville pour trouver des réponses, se demandant s'ils pourraient vraiment se trouver dans un Londres du futur.
Ils s'arrêtent chez Anita, où Luke reçoit un livre d'images d'Alfie comme récompense pour avoir résolu son énigme. Un peu plus tard, ils trouvent une boutique abandonnée, où ils rencontrent Granny Riddleton, qui leur propose de garder une trace de leurs énigmes une fois de plus.
Après s'être rendus à l'arrêt de bus, qui n'est plus en service, un facteur leur remet une nouvelle lettre du futur Luke. La lettre indique essentiellement que le futur Luke sait que le professeur Layton est sceptique quant à ce futur Londres, et leur donne les indications pour se rendre dans un hôpital où il pourra trouver une preuve définitive qu'ils se trouvent dans le futur.
Le professeur Layton et Luke décident de chercher un hôtel au cas où ils devraient rester plus longtemps que prévu. Ils ne tardent pas à trouver l'Hôtel Duke, où ils prennent une chambre. Ils demandent à Becky, la femme de chambre de l'hôtel, de leur indiquer la station de métro où ils pourront se rendre à l'hôpital. Au moment de partir, la propriétaire de l'hôtel, Margaret, offre à Luke la Toy Car, car elle ne voit pas souvent de jeunes enfants dans son hôtel.
Après être arrivés à Flatstone Street, ils prennent le train pour Auckland Lane, où se trouve l'hôpital. Lorsqu'ils entrent dans la chambre comme le futur Luke le leur a demandé, ils sont accueillis par un docteur Schrader âgé. Il dit à Layton qu'il y a eu des rumeurs bizarres à son sujet ces derniers temps, mais qu'il n'y croit pas. Il lui donne également les clés de la Laytonmobile. À l'intérieur de la voiture, désormais vieille et endommagée, ils trouvent des instructions pour rencontrer Future Luke au Gilded Casino.
Chapitre 2 : Un garçon nommé Luke
Alors qu'il se dirige vers le casino, le professeur Layton croise ce qui semble être un visage familier. Une femme mystérieuse passe à côté d'eux et Layton s'arrête un instant. Luke lui demande ce qui se passe, mais le professeur lui répond que ce n'est probablement rien.
Après avoir convaincu le garde de les laisser entrer dans le Casino Gilded 7, ils rencontrent enfin Future Luke, qui défie immédiatement Layton dans une bataille d'énigmes pour prouver son identité. Future Luke explique que c'est nécessaire car de nombreuses personnes se sont promenées en ville en se faisant passer pour le professeur.
Bien sûr, le professeur réussit à convaincre le futur Luke et ils se rendent dans une arrière-salle. Là, Future Luke explique ce qui est arrivé à la ville il y a des années : un génie maléfique est apparu et a renversé le gouvernement de Londres, dirigeant la ville de Londres d'une main de fer. Ce génie était obsédé par le voyage dans le temps et s'est associé au Dr Stahngun pour créer une machine à voyager dans le temps. Il n'est pas, comme Luke le soupçonne, Don Paolo, mais le Professeur Layton du futur.
Le méchant professeur Layton du futur est craint par de nombreuses personnes, et il porte toujours son chapeau haut de forme comme image principale. C'est pourquoi de nombreuses personnes se sentent mal à l'aise lorsqu'elles croisent le professeur Layton. Il est également le chef d'un groupe appelé la Famille, une organisation criminelle dans le Londres du futur.
Ils retournent au casino principal, où le professeur Layton est repéré par Bostro, un membre haut placé de la Famille. Bostro
Bostro trouve suspect que Layton s'habille comme son patron, et ordonne à plusieurs hommes de main de la Famille d'ouvrir le feu sur eux. Le professeur Layton et Luke du futur parviennent à fabriquer un pistolet à partir de pièces de machines à sous cassées, à affaiblir leurs agresseurs et à s'enfuir.
Chapitre 3 : L'énigmatique futur
Le futur Luke dit au professeur Layton et au "petit" Luke qu'une de ses connaissances les attend au restaurant, et ils décident donc de s'y rendre. Lorsqu'ils arrivent, ils rencontrent Shipley, le facteur de tout à l'heure. Il leur apprend que le Layton du futur a une base dans la Towering Pagoda, à Chinatown. Malheureusement, elle est très bien gardée, alors ils décident de se séparer pour augmenter leurs chances de trouver un moyen d'y entrer.
Le professeur Layton et Luke commencent à se diriger vers Chinatown, mais le professeur aperçoit la mystérieuse femme de tout à l'heure et lui court après. Malheureusement, elle tourne au coin de la rue et disparaît. Le professeur Layton explique alors que la femme ressemble à son ancienne petite amie, Claire, qui est morte il y a dix ans lors d'une expérience ratée. Un petit flashback montre Layton lui offrant une montre de poche en or lors d'un dîner, discutant de leur avenir ensemble s'il réussit à obtenir un poste de professeur.
De retour à Chinatown, ils aperçoivent un homme vêtu d'une blouse blanche. L'homme s'en va rapidement et ils remarquent qu'il laisse des traces de pas. Ils se demandent pourquoi l'homme se promène avec des chaussures mouillées, mais décident de le découvrir à un autre moment. Au bout d'un moment, ils arrivent à la Tamise, où Layton aperçoit un phare qui n'était pas là auparavant. Peu après, ils aperçoivent un autre homme en blouse de laboratoire. Lorsqu'ils réalisent qu'il laisse lui aussi des empreintes de pas, il a déjà disparu.
Lorsqu'ils arrivent enfin à l'entrée du quartier chinois, ils découvrent qu'elle est fermée par une porte géante, gardée par deux membres de la famille. Les deux gardes ressemblent beaucoup à l'inspecteur Chelmey et à Barton, ce qui rappelle au professeur qu'il voulait demander quelque chose à Chelmey. Le futur Luke les rattrape et les informe qu'il leur est possible de retourner à leur époque en utilisant la machine à voyager dans le temps qui se trouve dans le magasin d'horlogerie.
Chapitre 4 : Retour au présent
Le professeur Layton, Luke et le futur Luke décident de retourner à la boutique de l'horloge pour revenir dans le présent. Lorsqu'ils reviennent à la Tamise, le professeur Layton demande à Luke le futur quand le phare a été construit. Futur Luke lui répond que c'était il y a environ cinq ans. Lorsque le professeur demande pourquoi ils l'ont construit, Futur Luke évite la question en disant qu'ils devraient retourner au magasin d'horlogerie.
Alors qu'ils s'apprêtent à partir, ils aperçoivent un homme troublé et lui demandent ce qui se passe. Il leur explique qu'un perroquet a volé ses plus beaux boutons de manchette et qu'il a besoin de les récupérer. Luke et son moi du futur parviennent à attirer le perroquet avec une pierre précieuse rouge vif, après quoi Luke se lie d'amitié avec le perroquet. Ils lui rendent ses boutons de manchette et emmènent le perroquet avec eux.
Après s'être rendu à Midland Road, le futur Luke dit au professeur Layton et à Luke qu'il a entendu parler d'une fleur spéciale qui attire les puzzles. Ils décident de vérifier et se rendent à la boutique abandonnée qu'ils ont visitée plus tôt. Ils y trouvent la fleur et une petite abeille qui se présente sous le nom de Beasly. Beasly leur dit qu'à partir de maintenant, il suivra leurs énigmes.
Après leur petit détour, ils arrivent enfin au magasin d'horlogerie. Le Luke du futur leur apprend le coup secret qui permet d'accéder à la boutique. Il dit ensuite qu'il va rester dans le futur, et le professeur Layton et Luke retournent donc à Londres sans lui. Avant d'aller rendre visite à Chelmey, le professeur Layton dit qu'il aimerait visiter son bureau à l'université de Gressenheller.
Chapitre 5 : Affaire non classée 
Après leur arrivée à Gressenheller, ils découvrent que Flora a attendu le professeur Layton dans son bureau. Flora est contrariée que Layton et Luke soient partis à l'aventure sans elle. Alors qu'elle part préparer du thé et des sandwichs au concombre pour eux trois, Layton décide qu'avec La Famille et toutes les incertitudes qui entourent cette affaire, il vaut mieux la laisser derrière, alors il trouve le livre dont il a besoin et se précipite dehors avec Luke avant que Flora ne revienne.
Avec les informations dont le professeur avait besoin, ils se rendent à Scotland Yard où ils parlent à l'inspecteur Chelmey des événements qui se sont produits lors de l'explosion de la précédente machine à voyager dans le temps. Layton explique qu'il pense que cet événement et l'explosion d'il y a dix ans sont liés d'une manière ou d'une autre. Il demande alors l'accès aux fichiers de l'incident afin de vérifier son intuition. Chelmey finit par les autoriser à entrer dans les archives, et Layton parvient à trouver les informations dont il a besoin.
Il dit alors à Chelmey qu'il pense que Bill Hawks est retenu captif dans le futur. Chelmey est déconcerté, mais Layton n'a pas le temps d'expliquer toute la situation car Cogg les attend.
Chapitre 6 : Des compagnons de voyage ?
Malgré les protestations de Chelmey, le professeur Layton et Luke quittent Scotland Yard et se dirigent vers le magasin d'horlogerie. Ils se dirigent vers l'arrière de la boutique et se préparent à retourner dans le futur, mais soudain, Chelmey et Barton entrent en trombe et demandent des explications à Layton. Flora semble avoir suivi le groupe puisqu'elle entre en trombe dans la boutique, furieuse que Layton et Luke l'aient à nouveau laissée derrière eux. Layton demande à Cogg s'il peut tous les faire sortir de la boutique avant de retourner dans le futur, mais Cogg dit qu'il n'a pas le temps et active la machine à voyager dans le temps, projetant tout le monde dans le Londres du futur.
Chelmey et Barton sont d'abord déconcertés, puis décident de mener leur propre enquête. Le professeur Layton, Luke et Flora partent donc seuls. Ils décident de retrouver Shipley au restaurant. En chemin, ils rencontrent Stachenscarfen, qui a lui aussi réussi à se rendre dans le futur. Il demande à Luke d'utiliser son perroquet pour faire des livraisons à différentes personnes à Londres.
Avant de se rendre au restaurant, ils font un petit détour par l'hôtel afin d'expliquer la situation à Flora. En repartant, ils croisent Dean Delmona, dont les cheveux sont devenus gris à cause de la vieillesse. Ce détail fait réfléchir Layton un instant, mais il dit que ce n'est pas important pour l'instant.
Ils arrivent au restaurant, où Shipley leur dit de rencontrer le futur Luke au sanctuaire dans le parc au nord. Après avoir déverrouillé le sanctuaire à l'aide d'un puzzle, le futur Luke leur parle de son plan pour entrer dans Chinatown : ils utiliseront le perroquet pour imiter la voix de Bostro afin que les gardes s'en aillent.
Chapitre 7 : Chinatown
Le groupe se rend au casino pour trouver Bostro afin d'enregistrer sa voix avec le perroquet. Par chance, Bostro se trouve à l'extérieur du casino, où il crie contre l'un des hommes de main de la Famille. Après l'avoir entendu crier, le perroquet est capable d'imiter sa voix à la perfection.
En utilisant le perroquet, ils réussissent à tromper les gardes et à ouvrir la porte de Chinatown. Après un peu d'exploration, ils se rendent à l'arrière de la ville. Là, ils sont arrêtés par Ward, qui leur dit que le futur Layton est actuellement absent, et qu'il ne peut donc pas les laisser entrer. En attendant le retour du futur Layton, le groupe décide de recueillir quelques informations supplémentaires sur lui.
Dans la bibliothèque, ils tombent sur un homme qui semble très pressé. Flora remarque que son pantalon et ses chaussures sont complètement trempés, mais avant qu'ils puissent l'interroger, il est déjà parti. Peu après, ils retrouvent Beasly dans une maison à la périphérie de Chinatown. Dès qu'il commence à parler, il est frappé par Puzzlette, qui est apparemment la petite-fille de Granny Riddleton. Elle leur annonce qu'elle est le successeur de Mamie Riddleton et qu'elle s'occupera dorénavant de leurs énigmes.
Après quelques recherches supplémentaires, ils obtiennent de précieuses informations de Rudolph, qui leur dit que le futur Layton semble aimer se promener le long de la Tamise. Il leur parle également du Thames Arms, un restaurant au bord de la rivière, dont le groupe fait sa prochaine destination.
Chapitre 8 : Une rencontre au bord de la rivière
En se rendant au Thames Arms, le professeur Layton et ses compagnons tombent sur un lapin parlant, qui se nomme lui-même Sujet 3. Il leur raconte qu'il était un sujet de test dans un laboratoire et que c'est ainsi qu'il a acquis la faculté de parler. Lorsque Luke lui dit qu'il est très malheureux, le lapin lui répond simplement que la vie est dure et leur demande de le laisser tranquille.
Ils entrent au Thames Arms, où ils sont accueillis par le barman. Il leur dit qu'un homme étrange portant un chapeau haut de forme vient souvent au Thames Arms, mais qu'il est déjà parti plus tôt. Le groupe décide de retourner à Chinatown dans l'espoir de le retrouver.
À l'extérieur du Thames Arms, ils trouvent Barton qui regarde par la fenêtre. Barton leur dit qu'il ne cherchait qu'à manger rapidement et qu'il ne faut pas en parler à Chelmey.
Chapitre 9 : Le Maître de la Pagode Tourneuse
Le professeur Layton et ses compagnons retournent à Chinatown, mais sont de nouveau arrêtés par Ward. Ward les informe que le futur Layton est de retour, mais que seuls ceux qui peuvent résoudre son énigme peuvent franchir la porte. Après que le professeur Layton ait résolu quelques énigmes, l'accès leur est accordé.
Juste avant qu'ils n'entrent dans la tour de la pagode, Layton s'absente pour une raison inconnue, mais revient peu après. Ils grimpent dans la tour et rencontrent enfin le futur Layton. Il s'avère que le futur Layton est en fait le Dr Stahngun, mieux connu sous le nom de Dimitri Allen. Il est révélé que Dimitri s'est fait passer pour le futur Layton afin d'attirer le vrai Layton dans le futur Londres. Ainsi, il pourrait utiliser ses souvenirs pour recréer l'expérience ratée 10 ans avant le présent. Cela lui permettrait de voyager dans le temps et de sauver Claire.
Dimitri révèle alors qu'il a pris Bill Hawks en otage. Des barreaux sortent du sol et emprisonnent tout le monde dans une cage. De façon inattendue, le Professeur Layton enlève soudainement son chapeau pour révéler qu'il était en fait Don Paolo déguisé. Le vrai professeur Layton apparaît alors à l'extérieur de la cage. Après que Layton a ouvert la cage, Dimitri réussit à s'échapper avec le premier ministre et déclenche une alarme pour alerter tous ses hommes.
Le groupe parvient à trouver un passage secret par lequel ils peuvent s'échapper. Malheureusement, le tunnel est très étroit et ils décident de se séparer en deux groupes afin de sortir rapidement. Le futur Luc et Flora partent en tête, suivis par le groupe du Professeur Layton, de Luc et de Don Paolo. Une fois dehors, Luke demande à Don Paolo pourquoi il les aide, ce à quoi il répond simplement qu'ils veulent tous les deux les mêmes réponses. Le professeur explique alors qu'il a reconnu Don Paolo alors qu'il était déguisé en Dr. Schrader à l'hôpital et en Dean Delmona à l'hôtel, et qu'il lui a demandé de l'aide. Il est révélé que Don Paolo avait également des sentiments pour Claire, c'est pourquoi il a accepté de l'aider.
Chapitre 10 : De l'autre côté de la Tamise
Don Paolo quitte le groupe du professeur pour travailler sur un projet. Le professeur Layton et Luke retournent à l'hôtel, où Flora les attend. Elle dit que le futur Luke est déjà parti parce qu'il avait une affaire importante à régler.
L'inspecteur Chelmey entre alors pour leur dire qu'il a vu quelqu'un ressemblant à Claire. Le professeur Layton lui demande si Claire a de la famille, et Chelmey lui répond qu'il va vérifier ses dossiers. Avant de partir, l'inspecteur demande s'ils ont vu Barton, ce à quoi Luke répond que non.
En sortant de l'hôtel, le professeur Layton demande à Becky s'il y a un moyen de traverser la Tamise. Elle répond qu'il y a un pont, mais qu'il est trop loin pour être utile. Margaret les interrompt alors et parle au groupe d'un tunnel qui mène de l'autre côté. Malheureusement, la Famille l'a fermé, mais Grafton connaît peut-être encore un moyen d'y accéder. Ils décident de se rendre au Marché noir, où l'on trouve généralement Grafton.
Le professeur Layton se souvient avoir déjà vu Grafton et demande à Luke s'il se souvient également de lui. Mais alors qu'il le fait, ils découvrent que Luke a disparu. Le professeur Layton et Flora finissent par le retrouver près d'une statue. Luke raconte alors à Layton qu'il est triste parce que son père lui a dit qu'ils allaient devoir déménager. Le professeur lui dit de ne pas s'inquiéter, car les vrais amis partagent un lien spécial entre eux.
Après avoir parlé à Luke du tunnel sous la Tamise et fait le lien avec les vêtements mouillés des scientifiques, ils se rendent au marché noir pour trouver Grafton.
Grafton leur dit qu'il y a une porte qui mène au tunnel sur la rive, près du Thames Arms.
Le professeur Layton, Luke et Flora trouvent la porte et parviennent à l'ouvrir en résolvant l'énigme qu'elle contient. Une fois entrés dans le tunnel, ils remarquent qu'il a été partiellement inondé, ce qui explique les chaussures mouillées des scientifiques. Malgré les plaintes de Flora, ils parviennent à traverser le tunnel et à trouver un centre de recherche caché de l'autre côté.
Chapitre 11 : L'installation de la machine à voyager dans le temps
Lorsqu'ils s'approchent de la porte, ils constatent qu'elle est fermée par une énigme. Flora montre qu'elle peut aussi résoudre des énigmes, et ils entrent dans l'installation. Presque immédiatement, ils tombent sur Don Paolo, qui prétend que c'est lui qui a posé l'énigme. Lorsqu'on lui demande comment il a pu arriver plus tôt qu'eux, Don Paolo ne veut pas le dire, et ils poursuivent leur chemin.
Avec Don Paolo à leur trousse, ils parviennent au cœur de l'établissement. Malheureusement, ils sont repérés par la Famille. Alors qu'ils sont sur le point de se faire prendre, le mystérieuse apparaît et les aide à franchir une porte sur le côté. La femme se présente comme Céleste, la jeune sœur de Claire. Elle essaie également de découvrir ce qui est arrivé à Claire dans l'accident.
Cependant, la famille les rattrape rapidement et ils sont obligés de fuir l'établissement. Le groupe décide de se séparer, Don Paolo et Céleste prenant les devants pour augmenter leurs chances. Celeste dit à Layton qu'ils se retrouveront à "l'étreinte du vieux père". Une fois dehors, Layton explique à Luke qu'il s'agit du vieux père Thames, et qu'ils doivent retourner aux Armes de la Tamise. Luke s'interroge sur les liens personnels qui unissent Layton, Dimitri et Don Paolo à Claire. Il pense que de nombreux mystères de la ville pourraient être liés à l'explosion. Layton explique que la première explosion n'a pas seulement détruit le laboratoire, elle a aussi détruit un immeuble et tué/blessé de nombreuses personnes. Il se souvient d'un enfant orphelin qui pleurait ses parents. Après un certain temps passé dans un état de chagrin choqué, Layton a commencé à avoir des soupçons sur l'incident et a commencé à faire des recherches. Il a découvert que des forces politiques puissantes avaient étouffé les rapports sur l'explosion. Après l'avoir découvert, Layton a été violemment agressé, vraisemblablement par les acolytes de Bill Hawk. Layton a dû rester à l'hôpital pendant un mois en raison de ses blessures. Le bureau de Layton a été détruit et des informations importantes ont été volées. Chaque fois qu'il essayait de faire des recherches sur l'affaire, il se heurtait à une résistance et à des menaces de violence.
Après avoir entendu l'histoire de Layton, Luke demande si Dimitri connaissait la vérité. Layton répond qu'il y a peut-être une autre personne qui savait aussi. Sur le chemin du Thames Arms, ils rencontrent Pavel, qui s'est égaré. Après avoir aidé Pavel, ils se rendent au Thames Arms, échappant ainsi à la Famille.
Chapitre 12 : La vérité révélée
De l'autre côté de la Tamise, ils retrouvent l'inspecteur Chelmey et Barton, qui décident d'accompagner le groupe au Thames Arms. Juste devant le Thames Arms, ils trouvent également le futur Luke, qui suivait apparemment Céleste. Ils entrent dans le restaurant, où ils trouvent Don Paolo, Céleste et le barman.
Le professeur Layton explique à tout le monde ce qu'il a découvert. Il révèle que le Londres du futur est un faux, et qu'il n'a été utilisé que pour leur faire croire qu'ils étaient dans le futur. L'arrière du magasin d'horlogerie est en fait un ascenseur géant qui mène sous terre.
Le barman est alors démasqué comme étant Dimitri Allen. Dimitri leur explique qu'il a placé des bombes sous le Thames Arms, et qu'il est le seul à savoir où elles se trouvent. Il donne au professeur Layton une carte des Armes de la Tamise, que ce dernier utilise pour découvrir qu'il n'y a pas de bombes, et que Dimitri voulait juste les distraire.
N'ayant plus rien à fuir, Dimitri raconte toute l'histoire : Il y a 10 ans, il a travaillé avec Claire et Bill Hawks sur la machine à voyager dans le temps. Bill voulait utiliser Claire comme cobaye, mais Dimitri s'y est opposé. Il a découvert plus tard qu'il y avait un défaut dans la conception, mais il était déjà trop tard : Bill a activé la machine et celle-ci a explosé, tuant Claire et plusieurs autres personnes. Bill a cependant utilisé l'énorme somme d'argent qu'il a reçue pour l'expérience pour devenir premier ministre. Dimitri voulait construire une machine à remonter le temps pour empêcher l'accident de se produire.
Après avoir terminé son histoire, le professeur Layton lui demande s'il sait qu'il a été utilisé par quelqu'un d'autre. Dimitri est choqué par cette question. Le professeur lui révèle alors toute la vérité : le futur Luke, qui s'appelle en fait Clive, a utilisé Dimitri comme un pion dans son propre plan. Les parents de Clive vivaient à côté de l'expérience de la machine à voyager dans le temps, et ils ont également été tués. Clive a ensuite été adopté par une femme riche, Constance Dove. Malheureusement, elle est décédée cinq ans plus tard, mais a laissé toute sa fortune à Clive. Grâce à cette fortune, Clive a pu construire le Londres du futur.
Son identité révélée, Clive enlève Flora et se réfugie dans le phare au milieu de la Tamise. Peu de temps après, une énorme machine émerge du fond de la rivière.
Chapitre 13 : La forteresse de la folie
La gigantesque forteresse commence à écraser le futur Londres. Le professeur Layton et Luke montent dans la Laytonmobile, qui a été reconstruite et légèrement modifiée par Don Paolo, et parviennent à pénétrer dans la forteresse. Après avoir résolu quelques énigmes et manipulé l'ascenseur, ils trouvent Flora dans la salle de ventilation et la sauvent. Ils se dirigent vers la salle de surveillance pour arrêter Clive, mais ce dernier s'échappe et utilise diverses chaînes pour tirer toute la structure jusqu'au vrai Londres. C'est alors que Céleste monte à bord en utilisant la machine volante de Don Paolo. Elle leur dit que pour arrêter la machine, ils doivent se rendre dans la salle du générateur.
Lorsqu'ils arrivent, ils découvrent que Bill Hawks a été relié au générateur et que les battements de son cœur empêchent la forteresse d'exploser. Le professeur Layton parvient à le libérer en utilisant une vieille montre pour simuler les battements de son cœur et en la reliant au générateur.
Malheureusement, la montre ne tient que quelques minutes, et ils doivent donc trouver un plan. Céleste émet l'idée d'inverser le flux d'énergie du générateur, afin que la forteresse s'autodétruise lentement.
Épilogue : L'avenir perdu
Le professeur Layton parvient à inverser le flux d'énergie de la machine en changeant certains engrenages du générateur. La forteresse entière commence alors à s'effondrer. Clive est frappé par un tuyau qui se brise alors qu'il tente de s'échapper et tombe inconscient.
Pendant ce temps, le professeur Layton, Luke, Flora, Céleste et Bill Hawks tombent du ciel dans la Laytonmobile. Layton se souvient de ce qu'a dit Don Paolo et appuie sur un bouton que ce dernier a ajouté et qui "les sortirait du pétrin". La Laytonmobile se dote soudain d'ailes et d'une énorme hélice, ce qui lui permet de voler. Son toit se rétracte, et Bill Hawks manque de tomber parce qu'il ne porte pas sa ceinture de sécurité, mais Flora et Céleste le ramènent à bord. Céleste supplie Layton de la laisser sauver Clive, qu'elle voit inconscient dans la salle de contrôle. Layton s'envole vers la forteresse et Céleste saute dans le vide. Après avoir atterri en toute sécurité sur le sol et fait sortir tout le monde, il retourne à la machine défectueuse qui est sur le point d'exploser.
Il sauve Céleste et Clive, juste avant que la machine ne tombe dans le trou du futur Londres, où elle explose. Clive remercie Layton de lui avoir sauvé la vie une seconde fois, comme il l'avait fait auparavant. Il lui dit qu'il était le jeune garçon que Layton a sauvé il y a 10 ans. Layton demande à Clive pourquoi il l'a fait venir alors qu'il savait que le professeur allait ruiner ses plans, et Clive lui répond qu'il espérait que le professeur pourrait le sauver de la folie comme il l'avait fait il y a toutes ces années. Il est ensuite arrêté par l'inspecteur Chelmey sur ordre de Bill Hawks.
Dimitri va voir le professeur Layton pour lui parler des événements récents et lui dit qu'il a oublié un détail crucial : il s'avère que Claire n'a pas de petites sœurs, comme l'a confirmé Chelmey, et que Céleste est en fait Claire elle-même. La machine à voyager dans le temps semble avoir fonctionné pendant une fraction de seconde, et a envoyé Claire dix ans dans le futur, le présent, un instant avant d'exploser.
Malheureusement, la machine à voyager dans le temps n'est pas en mesure de soutenir Claire dans le présent, de sorte qu'elle retourne finalement au moment de l'explosion. Dimitri avait travaillé dans le "futur" londonien en essayant de reconstruire la machine à voyager dans le temps pour pouvoir la sauver, mais il n'y était pas parvenu. Claire dit alors qu'il est dangereux d'essayer de jouer avec le temps, et elle convainc Dimitri d'arrêter.
Le professeur Layton et Claire se font un dernier adieu. Claire dit à Layton qu'elle doit retourner à son époque pour sceller son destin, car la machine à voyager dans le temps est très instable. Layton refuse de la laisser partir, mais elle lui dit qu'il doit rester fort, car c'est ce que fait un gentleman. Elle lui dit aussi qu'il lui manquera, ainsi que leur "futur inversé". Elle l'embrasse et s'en va dans une ruelle. Luke court pour la suivre, mais elle a disparu. Layton se détourne de Luke, enlève son chapeau et regarde le ciel, le cœur brisé d'avoir encore perdu Claire.
À la fin, la scène montre Luke, qui est sur le point d'embarquer sur un bateau avec ses parents. Alors qu'il dit au revoir au professeur Layton, il se met à pleurer. Le professeur lui dit qu'"un gentleman ne fait jamais de scène en public". Luke s'écrie qu'il n'est pas encore un gentleman et se met à pleurer dans les bras de Layton. Layton observe ensuite le Southern Railway Built Ferry Sealink Ship qui vogue vers l'horizon. Plusieurs mois plus tard, le professeur Layton reçoit une lettre de Luke qui lui parle d'un nouveau mystère près de sa ville. Cette lettre fait allusion aux événements de Professeur Layton and the New World of Steam.

## Système de jeu
Pour la première fois dans la saga Layton, le système de notes permet d'utiliser des couleurs. De plus, un 4e indice (Indice +) permet de mieux comprendre et de résoudre une énigme. Néanmoins, cet indice coûte deux pièces SOS au lieu d'une seule. Il est possible d'en trouver en touchant divers éléments dans le jeu avec le stylet. L'on trouve très souvent ces pièces dans les endroits les plus complexes, le joueur peut aussi frotter un buisson ou encore une cheminée pour faire apparaître une pièce S.O.S ou un objet.

## Personnages

### Personnages principaux
- Professeur Hershel Layton : professeur d'archéologie enseignant à l'université de Gressenheller, Hershel Layton est un passionné d'énigmes et un amateur de thé. Cela ne l'empêche pas d'être aussi un escrimeur hors pair.  Il est également très fier de sa voiture, la Laytonmobile. Son bien le plus précieux est son chapeau haut-de-forme qui lui avait été offert par sa petite amie, Claire, le jour même de sa mort.
- Luke Triton : Luke est un garçon intelligent et très doué qui se considère comme l'apprenti du professeur Layton. Sa capacité à parler aux animaux s'est avérée utile dans ses enquêtes. C'est un garçon gentil et sincère, mais comme beaucoup d'enfants de son âge, il peut parfois se montrer insolent. C'est également un incorrigible gourmand. Malheureusement, à la fin de ce troisième volet, Luke va quitter Londres pour le travail de son père, et dire adieu au professeur Layton, avec beaucoup de tristesse. Mais à la fin, Luke envoie au Professeur Layton une lettre pour une nouvelle aventure...

### Anciens personnages
- Flora Reinhold : Petite protégée du professeur et de Luke depuis qu'ils l'ont recueillie à Saint-Mystère, son village d'origine, Flora n'accepte pas qu'ils la laissent de côté lors de leurs enquêtes. Dernière et unique héritière de la famille Reinhold, elle est aussi une piètre cuisinière. Flora aime pourtant concocter des petits plats ; elle a d'ailleurs fait beaucoup de progrès même si ses recettes personnelles restent toujours aussi efficaces pour "donner la nausée". Au grand malheur de Luke et Layton, Flora se fait kidnapper par Clive, le prétendu "Luke du futur".
- Don Paolo : Paul de son vrai nom, ce scientifique de premier ordre, ancien élève du professeur Schrader, a changé du tout au tout (coiffure comprise) lorsque Claire, la femme qu'il aimait, a préféré Layton à ce dernier. Depuis ce jour, il considère le professeur comme son ennemi juré. Inventeur de génie, surtout quand il s'agit de concevoir des machines volantes, Don Paolo est en outre le maître du déguisement. À son répertoire d'imitations, on compte l'inspecteur Chelmey, Flora, une vieille dame, Andrew Schrader, le doyen Delmona et même le professeur Layton.
- Inspecteur Chelmey : Un très célèbre agent de police de Scotland Yard, intransigeant et têtu. Toutefois, son sens aigu de la justice le pousse à traquer les bandits jusqu'à ce qu'ils finissent derrière les barreaux. Chelmey est également un mari exemplaire. Il a été parfois gênant pour les deux personnages principaux dans le deuxième volet de la première trilogie.
- Barton : Malgré les apparences, Barton, le collègue de Chelmey, n'a que 27 ans. Bien qu'il soit difficile de le cerner, l'officier Barton est en fait très doué pour rattraper les erreurs occasionnelles de son supérieur. D'un tempérament plutôt placide, Barton est un peu l'opposé de l'inspecteur Chelmey. Policier dévoué, il a hélas tendance à se laisser guider par son estomac plus que par sa raison. Chelmey lui crie souvent après, mais malgré tout il apprécie beaucoup Barton.
- Stachenscarfen : Ce mystérieux personnage sera de retour, mais on n'apprendra rien de plus sur lui. Souhaitant partager avec ses compères le secret des pièces S.O.S, des pièces servant à donner des indices aux joueur pour les énigmes et les casse-têtes, il s'est néanmoins fait dépasser par Adeline.
- Pavel : Un explorateur qui n'a absolument pas le sens de l'orientation. Parlant de multiples langues, il casse sans arrêt sa boussole et a l'art et la manière de se perdre, même avec les cartes les plus détaillées. Cette fois-ci, Pavel s'est retrouvé dans le Londres du futur en cherchant à explorer des cavernes souterraines. Mais peut-être que pour une fois son sens de l'orientation ne lui avait pas joué un si mauvais tour...
- Mamie Mystère : La Mamie Mystère de cet opus est partie en vacances, mais elle a transmis cette charge à Dardar, un bourdon bavard, puis à sa petite-fille, Mimi Mystère, qui malheureusement pour Dardar, a la phobie des insectes. Aujourd'hui, on croise parfois Mamie Mystère dans les endroits les plus incongrus.

### Nouveaux personnages
- Dimitri Allen : Chercheur spécialisé en voyages dans le temps, Dimitri a, par amour pour Claire, enlevé des savants pour terminer sa machine à voyager dans le temps.
- Bill Hawks : Premier ministre du Royaume-Uni, Bill Hawks a autrefois travaillé avec Dimitri à la construction d'une machine à voyager dans le temps. Il a trahi ce dernier pour obtenir son poste actuel, ayant pour le compte d'une multinationale accepté de faire fonctionner la machine temporelle qui n'était pas encore au point et provoqué l'explosion qui tua Claire et plusieurs personnes aux alentours dont les parents de Clive, et n'en éprouve aucun remords. D'une certaine manière, il est le premier responsable de tous les événements dramatiques du jeu. On peut supposer que c'est pour éviter un scandale le concernant que Layton fut agressé et qu'une partie des recherches menées par Layton sur l'explosion de la machine temporelle fut dérobée.
- Clive : "Prétendu" Luke adulte (surnommé le "grand Luke", il est aussi dit qu'il serait dix ans plus vieux que le "petit Luke"), il est en réalité Clive Dove qui est un jeune garçon ayant perdu ses parents 10 ans plus tôt et prêt à tout pour se venger. Il a besoin de l'aide de Layton afin de ne pas céder à la folie et de détruire le "faux" Londres ainsi que la véritable version de cette dernière. Comme le jeune Luke, il est doué pour les énigmes.
- Claire : Cette jeune femme est l'ancienne petite amie du professeur que tout le monde croyait morte . Nous apprenons dans le dénouement du jeu qu'elle a été la cobaye d'une expérience d'une machine à voyager dans le temps, mais que cette dernière a explosé la tuant elle, ainsi qu'une dizaine d'autres personnes. Néanmoins, la machine a finalement fonctionné une seconde avant d'exploser, permettant ainsi à Claire de voyager 10 ans dans le futur, au moment du jeu. Malgré cela, la machine étant défectueuse, elle souffre d'une "instabilité moléculaire" décrite par Dimitri Allen. Son corps essayant de revenir à son époque d'origine, elle sera obligée de revenir au moment de l'explosion de la machine à voyager dans le temps, explosion qui a entraîné sa mort tragique.
- Bostro : Bostro est le bras droit de Dimitri Allen. Certains pourraient dire qu'il ressemble à un gorille.

## Voix françaises
- Martial Le Minoux : Professeur Hershel Layton, Don Paolo
- Marie Zidi : Luke Triton, Flora Reinhold
- Boris de Mourzitch : Luke du futur, Clive Dove
- Stéphanie Collette : Claire, Céleste
- Patrick Delage : Dimitri "Alan Stahngun" Allen
- Stéphane Miquel : Le Premier ministre Bill Hawks
- Emmanuel Dabbous : Barton, no 3
- Serge Da Silva : Dardar, le présentateur
- Michel Elias : Inspecteur Chelmey, Andrew Shrader, Bostro
- Raphaëlle Valenti : Mimi Mystère, Clive enfant, Caroline Hawks